# Zen (microarquitectura)

Una ilustración muy simplificada de la microarquitectura Zen: Un núcleo tiene un total de 512 KiB de caché L2.

Zen es el nombre en clave de una microarquitectura de procesadores de AMD, fue usada primero en la serie de procesadores Ryzen en febrero de 2017. La primera demostración de un sistema basado en Zen fue exhibida en la E3  de 2016, y se detalló por primera vez de forma sustancial en un evento organizado a una cuadra del foro de desarrolladores Intel (IDF) 2016. Los primeros procesadores basados en Zen con nombre en clave "Summit Ridge" llegaron al mercado a principios de marzo de 2017, los procesadores de servidor basados en Zen, Epyc, se lanzaron en junio de 2017 y las APUs basadas en Zen en noviembre de 2017.
Zen es un diseño desde cero que difiere de la microarquitectura de larga trayectoria Bulldozer. Los procesadores basados en Zen utilizan un proceso FinFET de 14 nm, según los informes, son más eficientes energéticamente, y pueden ejecutar significativamente más instrucciones por ciclo. Se introduce el SMT (multihilo simultáneo), permitiendo que cada núcleo ejecute dos hilos. El sistema de caché también ha sido rediseñado, cambiando la política de escritura de la memoria caché L1 a una del tipo write-back. Los procesadores Zen utilizan tres zócalos diferentes: chips Ryzen para equipos de escritorio y portátiles usan el zócalo AM4, entregando soporte a DDR4; los chips Threadripper basados en Zen para equipos de escritorio de alto rendimiento (HEDT) soportan RAM DDR4 de cuádruple canal (quad-channel) y ofrecen 64 líneas 64 PCIe 3.0 (a diferencia de las 24 líneas en Ryzen), usando el zócalo TR4; y los procesadores de servidor Epyc ofrecen 128 líneas PCI 3.0 y DDR4 de óctuple canal (octa-channel) usando el zócalo SP3. pero no todos los procesadores que usan AM4 están basados en la microarquitectura Zen (la séptima generación de APUs y procesadores Anthlon X4 están basados en la microarquitectura Excavator).
Zen se basa en un diseño SoC. Los controladores de memoria, PCIe, SATA y USB están integrados en el mismo chip que los núcleos del procesador. Esto tiene ventajas en el ancho de banda y el consumo de energía, a expensas de la complejidad y área del chip. Este diseño SoC permite que la microarquitectura Zen escale desde computadoras portátiles y mini-PC de factor de forma pequeño hasta computadoras de escritorio de gama alta y servidores.
Para 2020, AMD ya ha despachado 260 millones de núcleos Zen.

## Diseño
Según AMD, el enfoque principal de Zen es aumentar el rendimiento por núcleo.
Características nuevas o mejoradas se incluyen:
- El caché L1 ha cambiado su política de escritura de write-through a una write-back, permitiendo menor latencia y mayor ancho de banda.[20]
- La arquitectura SMT (multihilo simultáneo) permite dos hilos por núcleo, una diferencia del diseño CMT (multihilo agrupado) utilizado en la arquitectura Bulldozer anterior. Esta es una característica ofrecida anteriormente en algunos procesadores IBM, Intel y Oracle.[21]
- Un componente fundamental para todos los procesadores basados en Zen es el Core Complex (CCX) que consta de cuatro núcleos y sus cachés asociados. Los procesadores con más de cuatro núcleos consisten en múltiples CCX conectados por Infinity Fabric.[22] Los procesadores con número de núcleos que no sea un múltiplo de cuatro, tienen algunos núcleos deshabilitados.
- Cuatro ALUs, dos unidades AGU/LSU y dos unidades de coma flotante por núcleo.[23]
- Recientemente introducido el "gran" micro-operation cache.[24]
- Cada núcleo SMT puede enviar hasta seis microoperaciones por ciclo (una combinación de 6 micro-operaciones enteras y 4 micro-operaciones de punto flotante por ciclo).[25][26]
- Ancho de banda L1 y L2 casi 2 veces más rápido, con un ancho de banda total de caché L3 de hasta 5 veces.[27]
- Clock gating (reducción de la energía disipada desactivando señal de reloj cuando no está en uso).[28]
- Predictor de saltos mejorado usando un sistema perceptrón hash con una matriz indirecta de objetivos, similar a la microarquitectura Bobcat,[29] algo que ha sido comparado con una red neuronal por el ingeniero de AMD Mike Clark.[30][31]
- Motor de pila dedicado para modificar el puntero de pilas, similar al de los procesadores Intel Haswell y Broadwell..[32]
- Compatibilidad binaria con la microarquitectura Skylake de Intel:
  - Soporte para RDSEED, un conjunto de instrucciones de hardware de alto rendimiento generadoras de números aleatorios introducidas en Broadwell.[33]
  - Soporte para las instrucciones SMAP, SMEP, XSAVEC/XSAVES/XRSTORS, y CLFLUSHOPT.[33]
  - Soporte para ADX y SHA.[34]
- Instrucción CLZERO para borrar línea de caché.[33]
- Coalescencia de las entradas de las tablas de paginación (PTE))  , que combina tablas de paginación de 4 kiB en una página de tamaño 32 kiB.
- "Pure Power" (sensores de monitoreo de potencia más precisos).[31][35]
- Neural Net Prediction y Smart Prefetch.[31]
- Precision Boost.[31]
- eXtended Frequency Range (XFR), una función de overclocking automático que aumenta la velocidad del reloj más allá de la frecuencia turbo especificada.[31][36]

Esta es la primera vez en mucho tiempo que los ingenieros tenemos la libertad total de construir un procesador desde cero y hacer lo mejor que podamos. Es un proyecto de varios años con un equipo realmente grande. Es como una maratón con algunas carreras cortas en el medio. El equipo está trabajando muy duro, pero pueden ver la línea de meta. Garantizo que ofrecerá una gran mejora en el rendimiento y el consumo de energía con respecto a la generación anterior.
Suzanne Plummer, Líder del equipo Zen, 19 de septiembre de 2015.

Fotografía de un chip Ryzen 3 1200

La arquitectura Zen se basa en un proceso de 14 nanómetros FinFET subcontratado a GlobalFoundries, que a su vez posee una licencia de su proceso de 14 nm de Samsung Electronics. Esto proporciona una mayor eficiencia que los procesos de 32 nm y 28 nm que los anteriores procesadores AMD FX y APUs de AMD, respectivamente. La familia de procesadores Zen "Summit Ridge" usan el zócalo AM4 y cuentan con soporte para memoria DDR4 y una potencia de diseño térmico (TDP) de 95 W. Si bien las hojas de ruta más recientes no confirmaban el TDP para productos de escritorio, sugerían una gama de productos móviles de baja potencia de hasta dos núcleos Zen de 5 a 15 W y para productos móviles orientados al rendimiento con hasta cuatro núcleos Zen de 15 a 35 W de potencia.
Cada núcleo Zen puede decodificar cuatro instrucciones por ciclo de reloj e incluye un caché micro-op que alimenta a dos programadores, un programador para cada uno de los segmentos enteros y de coma flotante. Cada núcleo tiene dos unidades de generación de direcciones, cuatro unidades enteras y cuatro unidades de coma flotante. Dos de las unidades de coma flotante son sumadores, y dos son sumadores múltiples. Sin embargo, usando operaciones de multiplicación con suma puede evitar la operación de adición simultánea en una de las unidades sumadoras. También hay mejoras en el predictor de ramas. El tamaño del caché L1 es de 64 KiB para instrucciones por núcleo y 32 KiB para datos por núcleo. El tamaño del caché L2 es de 512 KiB por núcleo y el caché L3 es de 1 a 2 MB por núcleo. Los caché L3 ofrecen 5 veces el ancho de banda de los diseños anteriores de AMD.

## Historia y desarrollo
AMD comenzó a planificar la microarquitectura Zen poco después de volver a contratar a Jim Keller en agosto de 2012. AMD reveló formalmente Zen en el año 2015.
El equipo a cargo del Zen fue dirigido por Keller (quien se fue de AMD en septiembre de 2015 después de un período de 3 años) y la líder del equipo Zen, Suzanne Plummer. El jefe de microarquitectura de Zen fue uno de los socios principales de AMD, Michael Clark.
Zen se planeó originalmente para 2017 siguiendo sul núcleo hermano K12 basado en ARM64, pero en el Financial Analyst Day de 2015 de AMD se reveló que la microarquitectura K12 fue retrasada en favor de comenzar el diseño de Zen, para permitirle ingresar al mercado dentro del plazo del año 2016, con el lanzamiento de los primeros procesadores basados en Zen que se esperaban para octubre de 2016.
En noviembre de 2015, una fuente dentro de AMD informó que los microprocesadores Zen habían sido probados y "cumplieron con todas las expectativas" sin "cuellos de botella significativos encontrados".
En diciembre de 2015, se rumoreaba que Samsung podría haber sido contratado como fabricante de los procesadores FinFET de 14 nm de AMD, incluyendo tanto Zen como la próxima microarquitectura de procesadores gráficos de AMD, llamada Polaris. Esto fue aclarado por el anuncio de julio de 2016 de AMD de que los productos se habían producido con éxito en el proceso FinFET de 14 nm de Samsung. AMD declaró que Samsung se usaría "si fuera necesario", argumentando que esto reduciría el riesgo de AMD al disminuir la dependencia a cualquier empresa fabricante de semiconductores.
En diciembre de 2019, AMD comenzó a lanzar productos Ryzen de primera generación creados con la arquitectura Zen + de segunda generación.

## Ventajas sobre sus predecesores

### Proceso de fabricación
Los procesadores basados en Zen utilizan silicio FinFET de 14 nm. Según los informes, estos procesadores se producen en GlobalFoundries. Antes de Zen, el tamaño de proceso más pequeño de AMD era 28 nm, tal como el utilizado en sus microarquitecturas Steamroller y Excavator. Los principales competidores, las microarquitecturas Skylake y Kaby Lake de Intel, también se fabrican con FinFET de 14 nm; aunque Intel planeó comenzar el lanzamiento de productos en 10 nm después en el año 2017. En comparación con el FinFET de 14 nm de Intel, AMD afirmó en febrero de 2017 que los núcleos Zen serían un 10% más pequeños. Intel anunció más tarde en julio de 2018 que no se deben esperar procesadores convencionales de 10 nm antes de la segunda mitad de 2019.
Para diseños idénticos, estas reducciones en el tamaño del nodo de los chips utilizarían menos corriente (y energía) a la misma frecuencia (o voltaje). Como los procesadores suelen tener una potencia limitada (normalmente hasta ~ 125 W o ~ 45 W para dispositivos móviles), transistores más pequeños permiten una potencia más baja a la misma frecuencia o una frecuencia más alta a la misma potencia.

### Rendimiento
Uno de los principales objetivos de Zen en el año 2016 era centrarse en el rendimiento por núcleo, y apuntaban a una mejora del 40% en las instrucciones por ciclo (IPC) sobre su predecesor. La microarquitectura Excavator, en comparación, ofreció una mejora del 4–15% sobre arquitecturas anteriores. AMD anunció que la microarquitectura Zen final logró una mejora del 52% en IPC por sobre Excavator. La inclusión del SMT también permitió que cada núcleo procese hasta dos subprocesos, lo que aumenta el rendimiento del procesamiento mediante un mejor uso de los recursos disponibles.
Los procesadores Zen también emplean sensores en todo el chip para escalar dinámicamente la frecuencia y el voltaje. Esto permite que el procesador mismo defina la frecuencia máxima de forma dinámica y automática según el sistema de enfriamiento que dispone.
AMD ha demostrado que un procesador Zen de 8 núcleos / 16 hilos supera a un procesador Intel Broadwell-E con el mismo reloj en renderizado Blender y en benchmarks en HandBrake.
Zen soporta AVX2 pero requiere dos ciclos de reloj para completar cada instrucción AVX2 en comparación con Intel, que sólo necesitan 1 ciclo sus procesadores, esta diferencia fue corregida en la microarquitectura Zen 2.

### Memoria
Zen soporta memoria DDR4 (hasta ocho canales) y ECC.
Los informes previos al lanzamiento indicaron que las APU que usan la arquitectura Zen también soportarían memoria de alto ancho de banda (HBM). Sin embargo, la primera APU demostrada no usó HBM. Las APU anteriores de AMD dependían de la memoria compartida tanto para la GPU como para la CPU.

### Consumo de energía y generación de calor
Los procesadores diseñados en nodos de silicio FinFET de 14 nm deberían mostrar un consumo de energía menor y, por lo tanto, una menor generación de calor que sus predecesores FinFET de 28 nm y 32 nm (para diseños equivalentes), o sea son más computacionalmente potentes con una generación de calor / consumo de energía equivalente.
Zen también usa clock gating, reduciendo la frecuencia de porciones subutilizadas del núcleo para ahorrar energía. Esto viene de la tecnología SenseMI de AMD, usando sensores a través del chip para escalar dinámicamente la frecuencia y el voltaje.

### Seguridad mejorada y soporte de virtualización
Zen agregó soporte para Secure Memory Encryption (SME) y Secure Encrypted Virtualization (SEV) de AMD. Secure Memory Encryption es encriptación de memoria en tiempo real hecho por entrada de tabla de página. El cifrado se produce en un motor AES de hardware y el procesador de "seguridad" integrado (ARM Cortex-A5) administra las claves en el momento del arranque para cifrar cada página, permitiendo encriptar cualquier memoria DDR4 (incluidas las variedades no volátiles). AMD SME también hace que el contenido de la memoria sea más resistente a la indagación de memoria y los ataques de arranque en frío.

SME puede usarse para marcar páginas individuales de memoria como encriptadas a través de las tablas de páginas. Una página de memoria marcada como cifrada se descifrará automáticamente cuando se lea desde DRAM y se cifrará automáticamente cuando se escriba en DRAM. La función SME se identifica a través de una función CPUID y se habilita a través de SYSCFG MSR. Una vez habilitado, las entradas de la tabla de páginas determinarán cómo se accede a la memoria. Si una entrada de la tabla de páginas tiene configurada la máscara de cifrado de memoria, entonces se accederá a esa memoria como memoria cifrada. La máscara de cifrado de memoria (así como otra información relacionada) se determina a partir de las configuraciones devueltas a través de la misma función CPUID que identifica la presencia de la característica.

La función Secure Encrypted Virtualization (SEV) permite que el contenido de la memoria de una máquina virtual (VM) se encripte de forma transparente con una clave única para la VM invitada. El controlador de memoria contiene un motor de cifrado de alto rendimiento que se puede programar con varias claves para que lo utilicen diferentes máquinas virtuales en el sistema. La programación y administración de estas claves es manejada por el firmware AMD Secure Processor que entrega una API para estas tareas.

### Conectividad
Incorporando gran parte del puente sur al SoC, el procesador Zen incluye las conexiones SATA, USB, y NVMe PCI Express. Estas conexiones se pueden aumentar con los chipsets para el zócalo AM4 disponibles que agregan opciones de conectividad, incluyendo  conexiones SATA y USB adicionales, y soporte para el Crossfire de AMD y SLI de Nvidia.
AMD, al anunciar su línea Radeon Instinct, argumentaba que los procesadores de servidor Naples basados en Zen serían particularmente adecuados para construir sistemas de aprendizaje profundo (deep learning). Las 128 líneas PCIe de cada procesador Naples permiten que 8 tarjetas Radeon Instinct puedan ser conectadas en 8 puertos PCIe de x16 con un solo procesador.

## Productos
La microarquitectura Zen se utiliza en los procesadores de escritorio Ryzen 1000. También se encuentra en los procesadores de servidor Epyc (sucesor de los procesadores Opteron) y APU.
Los primeros procesadores de escritorio sin unidades de procesamiento de gráficos (con nombre en clave "Summit Ridge") inicialmente se esperaba que comenzaran a venderse a finales de 2016, según una hoja de ruta de AMD; con los primeros procesadores móviles y de escritorio del tipo APU de AMD (con nombre en código "Raven Ridge") a finales de 2017. AMD retrasó oficialmente Zen hasta el primer trimestre de 2017. En agosto de 2016, una demostración temprana de la arquitectura mostró una CPU de muestra de ingeniería de 8 núcleos / 16 hilos a 3.0 GHz.
En diciembre de 2016, AMD anunció oficialmente la línea de CPU de escritorio bajo la marca Ryzen para su lanzamiento en el primer trimestre de 2017. También confirmó que los procesadores de servidor se lanzarían en el segundo trimestre de 2017 y las APU móviles en el segundo semestre de 2017.
El 2 de marzo de 2017, AMD lanzó oficialmente los primeros procesadores de escritorio Ryzen de ocho núcleos basados en la arquitectura Zen. Las velocidades finales de reloj y TDP para los 3 procesadores lanzados en el primer trimestre de 2017 demostraron beneficios significativos de rendimiento por vatio sobre la arquitectura anterior microarquitectura K15h (Piledriver). Los procesadores de escritorio de ocho núcleos Ryzen demostraron un rendimiento por vatio comparable a los procesadores de ocho núcleos Broadwell de Intel.
En marzo de 2017, AMD también mostró una muestra de ingeniería de una CPU de servidor basada en la arquitectura Zen. El procesador (con el nombre en código "Naples") se configuró como una plataforma de servidor de doble zócalo, con cada procesador de 32 núcleos/64 hilos.

### Procesadores de escritorio
Primera generación de procesadores Ryzen (serie Ryzen 1000):
| Modelo                                         | Fecha de lanzamiento y precio                                        | Proceso de fabricación | Núcleos/ (hilos)    | Frecuencia de reloj (GHz) | Frecuencia de reloj (GHz) | Frecuencia de reloj (GHz) | Caché                                 | Caché               | Caché               | Zócalo (Socket)     | Líneas PCIe         | Soporte de memoria        | TDP                 |
| Modelo                                         | Fecha de lanzamiento y precio                                        | Proceso de fabricación | Núcleos/ (hilos)    | Base                      | Precision boost 1–2 (≥3)  | XFR 1–2                   | L1                                    | L2                  | L3                  | Zócalo (Socket)     | Líneas PCIe         | Soporte de memoria        | TDP                 |
| Segmento de entrada                            | Segmento de entrada                                                  | Segmento de entrada    | Segmento de entrada | Segmento de entrada       | Segmento de entrada       | Segmento de entrada       | Segmento de entrada                   | Segmento de entrada | Segmento de entrada | Segmento de entrada | Segmento de entrada | Segmento de entrada       | Segmento de entrada |
| ---------------------------------------------- | -------------------------------------------------------------------- | ---------------------- | ------------------- | ------------------------- | ------------------------- | ------------------------- | ------------------------------------- | ------------------- | ------------------- | ------------------- | ------------------- | ------------------------- | ------------------- |
| Ryzen 3 1200                                   | 27 de julio de 2017 US $109                                          | GloFo 14LP             | 4 (4)               | 3,1                       | 3,4 (3,1)                 | 3,45                      | 64 KB inst. 32 KB de datos por núcleo | 512 KB por núcleo   | 8 MB                | AM4                 | 24                  | DDR4-2666 doble-canal     | 65 W                |
| Ryzen 3 1300X                                  | 27 de julio de 2017 US $129                                          | GloFo 14LP             | 4 (4)               | 3,5                       | 3,7 (3,5)                 | 3,9                       | 64 KB inst. 32 KB de datos por núcleo | 512 KB por núcleo   | 8 MB                | AM4                 | 24                  | DDR4-2666 doble-canal     | 65 W                |
| Segmento general                               |                                                                      |                        |                     |                           |                           |                           |                                       |                     |                     |                     |                     |                           |                     |
| Ryzen 5 1400                                   | 11 de abril de 2017 US $169                                          | GloFo 14LP             | 4 (8)               | 3,2                       | 3,4 (3,4)                 | 3,45                      | 64 KB inst. 32 KB de datos por núcleo | 512 KB por núcleo   | 8 MB                | AM4                 | 24                  | DDR4-2666 doble-canal     | 65 W                |
| Ryzen 5 1500X                                  | 11 de abril de 2017 US $189                                          | GloFo 14LP             | 4 (8)               | 3,5                       | 3,7 (3,6)                 | 3,9                       | 64 KB inst. 32 KB de datos por núcleo | 512 KB por núcleo   | 16 MB               | AM4                 | 24                  | DDR4-2666 doble-canal     | 65 W                |
| Ryzen 5 1600                                   | 11 de abril de 2017 US $219                                          | GloFo 14LP             | 6 (12)              | 3,2                       | 3,6 (3,4)                 | 3,7                       | 64 KB inst. 32 KB de datos por núcleo | 512 KB por núcleo   | 16 MB               | AM4                 | 24                  | DDR4-2666 doble-canal     | 65 W                |
| Ryzen 5 1600X                                  | 11 de abril de 2017 US $249                                          | GloFo 14LP             | 6 (12)              | 3,6                       | 4,0 (3,7)                 | 4,1                       | 64 KB inst. 32 KB de datos por núcleo | 512 KB por núcleo   | 16 MB               | AM4                 | 24                  | DDR4-2666 doble-canal     | 95 W                |
| Segmento rendimiento                           |                                                                      |                        |                     |                           |                           |                           |                                       |                     |                     |                     |                     |                           |                     |
| Ryzen 7 1700                                   | 2 de marzo de 2017 US $329                                           | GloFo 14LP             | 8 (16)              | 3,0                       | 3,7 (3,2)                 | 3,75                      | 64 KB inst. 32 KB de datos por núcleo | 512 KB por núcleo   | 16 MB               | AM4                 | 24                  | DDR4-2666 doble-canal     | 65 W                |
| Ryzen 7 1700X                                  | 2 de marzo de 2017 US $399 (sin disipador de calor de fábrica (WOF)) | GloFo 14LP             | 8 (16)              | 3,4                       | 3,8 (3,5)                 | 3,9                       | 64 KB inst. 32 KB de datos por núcleo | 512 KB por núcleo   | 16 MB               | AM4                 | 24                  | DDR4-2666 doble-canal     | 95 W                |
| Ryzen 7 1800X                                  | 2 de marzo de 2017 US $499 (WOF)                                     | GloFo 14LP             | 8 (16)              | 3,6                       | 4,0 (3,7)                 | 4,1                       | 64 KB inst. 32 KB de datos por núcleo | 512 KB por núcleo   | 16 MB               | AM4                 | 24                  | DDR4-2666 doble-canal     | 95 W                |
| Segmento escritorio de alto rendimiento (HEDT) |                                                                      |                        |                     |                           |                           |                           |                                       |                     |                     |                     |                     |                           |                     |
| Ryzen Threadripper 1900X                       | 31 de agosto de 2017 US $549                                         | GloFo 14LP             | 8 (16)              | 3,8                       | 4,0 (3,9)                 | 4,2                       | 64 KB inst. 32 KB de datos por núcleo | 512 KB por núcleo   | 16 MB               | TR4                 | 64                  | DDR4-2666 Cuádruple-canal | 180 W               |
| Ryzen Threadripper 1920X                       | 10 de agosto de 2017 US $799                                         | GloFo 14LP             | 12 (24)             | 3,5                       | 4,0 (3.7)                 | 4,2                       | 64 KB inst. 32 KB de datos por núcleo | 512 KB por núcleo   | 32 MB               | TR4                 | 64                  | DDR4-2666 Cuádruple-canal | 180 W               |
| Ryzen Threadripper 1950X                       | 10 de agosto de 2017 US $999                                         | GloFo 14LP             | 16 (32)             | 3,4                       | 4,0 (3,7)                 | 4,2                       | 64 KB inst. 32 KB de datos por núcleo | 512 KB por núcleo   | 32 MB               | TR4                 | 64                  | DDR4-2666 Cuádruple-canal | 180 W               |

1. ↑  AMD en su documentación técnica usa KB, lo cual define como Kilobyte y equivale a 1024 bytes, y MB, lo cual define como Megabyte y equivale a 1024 KB.[94]
2. ↑  Conteo de líneas PCIe incluye 4 líneas usadas para conectividad con el chipset.[95]
3. 1 2 3 4 5 6  Modelo también disponible como variante Pro para OEMs, el cual podría ofrecer otras funciones no mencionadas en esta tabla. Los modelos Pro fueron lanzados por AMD el 29 de junio de 2017.[97][98]

### APUs de escritorio
Las APU Ryzen se identifican por el sufijo G o GE en su nombre.
| Modelo               | Fecha de lanzamiento y precio  | Proceso de fabricación | CPU              | CPU                       | CPU                       | CPU                                   | CPU               | CPU   | GPU        | GPU             | GPU      | GPU                             | Soporte de memoria    | TDP     |
| Modelo               | Fecha de lanzamiento y precio  | Proceso de fabricación | Núcleos/ (hilos) | Frecuencia de reloj (GHz) | Frecuencia de reloj (GHz) | Caché                                 | Caché             | Caché | Modelo     | Config.         | Reloj    | Poder de procesamiento (GFLOPS) | Soporte de memoria    | TDP     |
| Modelo               | Fecha de lanzamiento y precio  | Proceso de fabricación | Núcleos/ (hilos) | Base                      | Boost                     | L1                                    | L2                | L3    | Modelo     | Config.         | Reloj    | Poder de procesamiento (GFLOPS) | Soporte de memoria    | TDP     |
| -------------------- | ------------------------------ | ---------------------- | ---------------- | ------------------------- | ------------------------- | ------------------------------------- | ----------------- | ----- | ---------- | --------------- | -------- | ------------------------------- | --------------------- | ------- |
| Athlon 200GE         | 6 de septiembre de 2018 US $55 | GloFo 14LP             | 2 (4)            | 3,2                       | N/D                       | 64 KB inst. 32 KB de datos por núcleo | 512 KB por núcleo | 4 MB  | Vega 3     | 192:12:4 3 CU   | 1000 MHz | 384                             | DDR4-2666 doble-canal | 35 W    |
| Athlon Pro 200GE     | 6 de septiembre de 2018 OEM    | GloFo 14LP             | 2 (4)            | 3,2                       | N/D                       | 64 KB inst. 32 KB de datos por núcleo | 512 KB por núcleo | 4 MB  | Vega 3     | 192:12:4 3 CU   | 1000 MHz | 384                             | DDR4-2666 doble-canal | 35 W    |
| Athlon 220GE         | 21 de diciembre de 2018 US $65 | GloFo 14LP             | 2 (4)            | 3,4                       | N/D                       | 64 KB inst. 32 KB de datos por núcleo | 512 KB por núcleo | 4 MB  | Vega 3     | 192:12:4 3 CU   | 1000 MHz | 384                             | DDR4-2666 doble-canal | 35 W    |
| Athlon 240GE         | 21 de diciembre de 2018 US $75 | GloFo 14LP             | 2 (4)            | 3,5                       | N/D                       | 64 KB inst. 32 KB de datos por núcleo | 512 KB por núcleo | 4 MB  | Vega 3     | 192:12:4 3 CU   | 1000 MHz | 384                             | DDR4-2666 doble-canal | 35 W    |
| Athlon 3000G         | 19 de noviembre de 2019 US $49 | GloFo 14LP             | 2 (4)            | 3,5                       | N/D                       | 64 KB inst. 32 KB de datos por núcleo | 512 KB por núcleo | 4 MB  | Vega 3     | 192:12:4 3 CU   | 1100 MHz | 424,4                           | DDR4-2666 doble-canal | 35 W    |
| Athlon 300GE         | 7 de julio de 2019 OEM         | GloFo 14LP             | 2 (4)            | 3,4                       | N/D                       | 64 KB inst. 32 KB de datos por núcleo | 512 KB por núcleo | 4 MB  | Vega 3     | 192:12:4 3 CU   | 1100 MHz | 424,4                           | DDR4-2666 doble-canal | 35 W    |
| Athlon Silver 3050GE | 21 de julio de 2020 OEM        | GloFo 14LP             | 2 (4)            | 3,4                       | N/D                       | 64 KB inst. 32 KB de datos por núcleo | 512 KB por núcleo | 4 MB  | Vega 3     | 192:12:4 3 CU   | 1100 MHz | 424,4                           | DDR4-2666 doble-canal | 35 W    |
| Ryzen 3 2200GE       | 19 de abril de 2018 OEM        | GloFo 14LP             | 4 (4)            | 3,2                       | 3,6                       | 64 KB inst. 32 KB de datos por núcleo | 512 KB por núcleo | 4 MB  | Vega 8     | 512:32:16 8 CU  | 1100 MHz | 1126                            | DDR4-2933 doble-canal | 35 W    |
| Ryzen 3 Pro 2200GE   | 10 de mayo de 2018 OEM         | GloFo 14LP             | 4 (4)            | 3,2                       | 3,6                       | 64 KB inst. 32 KB de datos por núcleo | 512 KB por núcleo | 4 MB  | Vega 8     | 512:32:16 8 CU  | 1100 MHz | 1126                            | DDR4-2933 doble-canal | 35 W    |
| Ryzen 3 2200G        | 12 de febrero de 2018 US $99   | GloFo 14LP             | 4 (4)            | 3,5                       | 3,7                       | 64 KB inst. 32 KB de datos por núcleo | 512 KB por núcleo | 4 MB  | Vega 8     | 512:32:16 8 CU  | 1100 MHz | 1126                            | DDR4-2933 doble-canal | 45–65 W |
| Ryzen 3 Pro 2200G    | 10 de mayo de 2018 OEM         | GloFo 14LP             | 4 (4)            | 3,5                       | 3,7                       | 64 KB inst. 32 KB de datos por núcleo | 512 KB por núcleo | 4 MB  | Vega 8     | 512:32:16 8 CU  | 1100 MHz | 1126                            | DDR4-2933 doble-canal | 45–65 W |
| Ryzen 5 2400GE       | 19 de abril de 2018 OEM        | GloFo 14LP             | 4 (8)            | 3,2                       | 3,8                       | 64 KB inst. 32 KB de datos por núcleo | 512 KB por núcleo | 4 MB  | RX Vega 11 | 704:44:16 11 CU | 1250 MHz | 1760                            | DDR4-2933 doble-canal | 35 W    |
| Ryzen 5 Pro 2400GE   | 10 de mayo de 2018 OEM         | GloFo 14LP             | 4 (8)            | 3,2                       | 3,8                       | 64 KB inst. 32 KB de datos por núcleo | 512 KB por núcleo | 4 MB  | RX Vega 11 | 704:44:16 11 CU | 1250 MHz | 1760                            | DDR4-2933 doble-canal | 35 W    |
| Ryzen 5 2400G        | 12 de febrero de 2018 US $169  | GloFo 14LP             | 4 (8)            | 3,6                       | 3,9                       | 64 KB inst. 32 KB de datos por núcleo | 512 KB por núcleo | 4 MB  | RX Vega 11 | 704:44:16 11 CU | 1250 MHz | 1760                            | DDR4-2933 doble-canal | 45–65 W |
| Ryzen 5 Pro 2400G    | 10 de mayo de 2018 OEM         | GloFo 14LP             | 4 (8)            | 3,6                       | 3,9                       | 64 KB inst. 32 KB de datos por núcleo | 512 KB por núcleo | 4 MB  | RX Vega 11 | 704:44:16 11 CU | 1250 MHz | 1760                            | DDR4-2933 doble-canal | 45–65 W |

1. ↑  AMD en su documentación técnica usa KB, lo cual define como Kilobyte y equivale a 1024 bytes, y MB, lo cual define como Megabyte y equivale a 1024 KB.[130]
2. ↑  Sombreadores unificados: Unidades de mapeo de texturas: Unidades de salida de renderizado y Unidades de cómputo (CU)
3. ↑  El rendimiento de precisión simple se calcula a partir de la velocidad del reloj base o turbo (boost) basada en una operación FMA (operación de suma-multiplicación de punto flotante)

### APUs móviles
| Modelo            | Fecha de lanzamiento     | CPU             | CPU                       | CPU                       | CPU                                   | CPU               | CPU   | GPU     | GPU             | GPU         | GPU                             | Soporte de memoria    | TDP     | Número de parte |
| Modelo            | Fecha de lanzamiento     | Núcleos (hilos) | Frecuencia de reloj (GHz) | Frecuencia de reloj (GHz) | Caché                                 | Caché             | Caché | Modelo  | Config.         | Reloj (MHz) | Poder de procesamiento (GFLOPS) | Soporte de memoria    | TDP     | Número de parte |
| Modelo            | Fecha de lanzamiento     | Núcleos (hilos) | Base                      | Boost                     | L1                                    | L2                | L3    | Modelo  | Config.         | Reloj (MHz) | Poder de procesamiento (GFLOPS) | Soporte de memoria    | TDP     | Número de parte |
| ----------------- | ------------------------ | --------------- | ------------------------- | ------------------------- | ------------------------------------- | ----------------- | ----- | ------- | --------------- | ----------- | ------------------------------- | --------------------- | ------- | --------------- |
| Athlon Pro 200U   | 2019                     | 2 (4)           | 2,3                       | 3,2                       | 64 KB inst. 32 KB de datos por núcleo | 512 KB por núcleo | 4 MB  | Vega 3  | 192:12:4 3 CU   | 1000        | 384                             | DDR4-2400 doble-canal | 12–25 W | YM200UC4T2OFB   |
| Athlon 300U       | 6 de enero de 2019       | 2 (4)           | 2,4                       | 3,3                       | 64 KB inst. 32 KB de datos por núcleo | 512 KB por núcleo | 4 MB  | Vega 3  | 192:12:4 3 CU   | 1000        | 384                             | DDR4-2400 doble-canal | 12–25 W | YM300UC4T2OFG   |
| Ryzen 3 2200U     | 8 de enero de 2018       | 2 (4)           | 2,5                       | 3,4                       | 64 KB inst. 32 KB de datos por núcleo | 512 KB por núcleo | 4 MB  | Vega 3  | 192:12:4 3 CU   | 1100        | 422,4                           | DDR4-2400 doble-canal | 12–25 W | YM2200C4T2OFB   |
| Ryzen 3 3200U     | 6 de enero de 2019       | 2 (4)           | 2,6                       | 3,5                       | 64 KB inst. 32 KB de datos por núcleo | 512 KB por núcleo | 4 MB  | Vega 3  | 192:12:4 3 CU   | 1200        | 460,8                           | DDR4-2400 doble-canal | 12–25 W | YM3200C4T2OFG   |
| Ryzen 3 2300U     | 8 de enero de 2018       | 4 (4)           | 2,0                       | 3,4                       | 64 KB inst. 32 KB de datos por núcleo | 512 KB por núcleo | 4 MB  | Vega 6  | 384:24:8 6 CU   | 1100        | 844,8                           | DDR4-2400 doble-canal | 12–25 W | YM2300C4T4MFB   |
| Ryzen 3 Pro 2300U | 15 de mayo de 2018       | 4 (4)           | 2,0                       | 3,4                       | 64 KB inst. 32 KB de datos por núcleo | 512 KB por núcleo | 4 MB  | Vega 6  | 384:24:8 6 CU   | 1100        | 844,8                           | DDR4-2400 doble-canal | 12–25 W | YM230BC4T4MFB   |
| Ryzen 5 2500U     | 26 de octubre de 2017    | 4 (8)           | 2,0                       | 3,6                       | 64 KB inst. 32 KB de datos por núcleo | 512 KB por núcleo | 4 MB  | Vega 8  | 512:32:16 8 CU  | 1100        | 1126,4                          | DDR4-2400 doble-canal | 12–25 W | YM2500C4T4MFB   |
| Ryzen 5 Pro 2500U | 15 de mayo de 2018       | 4 (8)           | 2,0                       | 3,6                       | 64 KB inst. 32 KB de datos por núcleo | 512 KB por núcleo | 4 MB  | Vega 8  | 512:32:16 8 CU  | 1100        | 1126,4                          | DDR4-2400 doble-canal | 12–25 W | YM250BC4T4MFB   |
| Ryzen 5 2600H     | 10 de septiembre de 2018 | 4 (8)           | 3,2                       | 3,6                       | 64 KB inst. 32 KB de datos por núcleo | 512 KB por núcleo | 4 MB  | Vega 8  | 512:32:16 8 CU  | 1100        | 1126,4                          | DDR4-3200 doble-canal | 35–54 W | YM2600C3T4MFB   |
| Ryzen 7 2700U     | 26 de octubre de 2017    | 4 (8)           | 2,2                       | 3,8                       | 64 KB inst. 32 KB de datos por núcleo | 512 KB por núcleo | 4 MB  | Vega 10 | 640:40:16 10 CU | 1300        | 1664                            | DDR4-2400 doble-canal | 12–25 W | YM2700C4T4MFB   |
| Ryzen 7 Pro 2700U | 15 de mayo de 2018       | 4 (8)           | 2,2                       | 3,8                       | 64 KB inst. 32 KB de datos por núcleo | 512 KB por núcleo | 4 MB  | Vega 10 | 640:40:16 10 CU | 1300        | 1664                            | DDR4-2400 doble-canal | 12–25 W | YM270BC4T4MFB   |
| Ryzen 7 2800H     | 10 de septiembre de 2018 | 4 (8)           | 3,3                       | 3,8                       | 64 KB inst. 32 KB de datos por núcleo | 512 KB por núcleo | 4 MB  | Vega 11 | 704:44:16 11 CU | 1300        | 1830,4                          | DDR4-3200 doble-canal | 35–54 W | YM2800C3T4MFB   |

1. ↑  AMD en su documentación técnica usa KB, lo cual define como Kilobyte y equivale a 1024 bytes, y MB, lo cual define como Megabyte y equivale a 1024 KB.[150]
2. ↑  Sombreadores unificados: Unidades de mapeo de texturas: Unidades de salida de renderizado y Unidades de cómputo (CU)
3. ↑  El rendimiento de precisión simple se calcula a partir de la velocidad del reloj base o turbo (boost) basada en una operación FMA (operación de suma-multiplicación de punto flotante)

### Procesadores embebidos
En febrero de 2018, AMD anunció las APUs Zen+Vega embebidos de la serie V1000 con cuatro SKU.
| Modelo | Fecha de lanzamiento | Proceso de fabricación | CPU             | CPU                       | CPU                       | CPU                                   | CPU               | CPU   | GPU        | GPU             | GPU      | GPU                             | Soporte de memoria    | Ethernet  | TDP     | Temperatura de unión (°C) |
| Modelo | Fecha de lanzamiento | Proceso de fabricación | Núcleos (hilos) | Frecuencia de reloj (GHz) | Frecuencia de reloj (GHz) | Caché                                 | Caché             | Caché | Modelo     | Config.         | Reloj    | Poder de procesamiento (GFLOPS) | Soporte de memoria    | Ethernet  | TDP     | Temperatura de unión (°C) |
| Modelo | Fecha de lanzamiento | Proceso de fabricación | Núcleos (hilos) | Base                      | Boost                     | L1                                    | L2                | L3    | Modelo     | Config.         | Reloj    | Poder de procesamiento (GFLOPS) | Soporte de memoria    | Ethernet  | TDP     | Temperatura de unión (°C) |
| ------ | -------------------- | ---------------------- | --------------- | ------------------------- | ------------------------- | ------------------------------------- | ----------------- | ----- | ---------- | --------------- | -------- | ------------------------------- | --------------------- | --------- | ------- | ------------------------- |
| V1500B | Diciembre de 2018    | GloFo 14LP             | 4 (8)           | 2,2                       | N/D                       | 64 KB inst. 32 KB de datos por núcleo | 512 KB por núcleo | 4 MB  | N/D        | N/D             | N/D      | N/D                             | DDR4-2400 doble-canal | 2 × 10GbE | 12–25 W | 0-105                     |
| V1780B | Diciembre de 2018    | GloFo 14LP             | 4 (8)           | 3,35                      | 3,6                       | 64 KB inst. 32 KB de datos por núcleo | 512 KB por núcleo | 4 MB  | N/D        | N/D             | N/D      | N/D                             | DDR4-3200 doble-canal | 2 × 10GbE | 35-54 W | 0-105                     |
| V1202B | Febrero de 2018      | GloFo 14LP             | 2 (4)           | 2,3                       | 3,2                       | 64 KB inst. 32 KB de datos por núcleo | 512 KB por núcleo | 4 MB  | RX Vega 3  | 192:12:16 3 CU  | 1000 MHz | 384                             | DDR4-2400 doble-canal | 2 × 10GbE | 12–25 W | 0-105                     |
| V1404I | Diciembre de 2018    | GloFo 14LP             | 4 (8)           | 2,0                       | 3,6                       | 64 KB inst. 32 KB de datos por núcleo | 512 KB por núcleo | 4 MB  | RX Vega 8  | 512:32:16 8 CU  | 1100 MHz | 1126,4                          | DDR4-2400 doble-canal | 2 × 10GbE | 12–25 W | -40-105                   |
| V1605B | Febrero de 2018      | GloFo 14LP             | 4 (8)           | 2,0                       | 3,6                       | 64 KB inst. 32 KB de datos por núcleo | 512 KB por núcleo | 4 MB  | RX Vega 8  | 512:32:16 8 CU  | 1100 MHz | 1126,4                          | DDR4-2400 doble-canal | 2 × 10GbE | 12–25 W | 0-105                     |
| V1756B | Febrero de 2018      | GloFo 14LP             | 4 (8)           | 3,25                      | 3,6                       | 64 KB inst. 32 KB de datos por núcleo | 512 KB por núcleo | 4 MB  | RX Vega 8  | 512:32:16 8 CU  | 1300 MHz | 1331,2                          | DDR4-3200 doble-canal | 2 × 10GbE | 35–54 W | 0-105                     |
| V1807B | Febrero de 2018      | GloFo 14LP             | 4 (8)           | 3,35                      | 3,8                       | 64 KB inst. 32 KB de datos por núcleo | 512 KB por núcleo | 4 MB  | RX Vega 11 | 704:44:16 11 CU | 1300 MHz | 1830,4                          | DDR4-3200 doble-canal | 2 × 10GbE | 35–54 W | 0-105                     |

1. ↑  AMD define 1 kilobyte (KB) como 1024 bytes, y 1 megabyte (MB) como 1024 kilobytes.[169]
2. ↑  Sombreadores unificados: Unidades de mapeo de texturas: Unidades de salida de renderizado y Unidades de cómputo (CU)
3. ↑  El rendimiento de precisión simple se calcula a partir de la velocidad del reloj base o turbo (boost) basada en una operación FMA (operación de suma-multiplicación de punto flotante)

### Procesadores para servidores

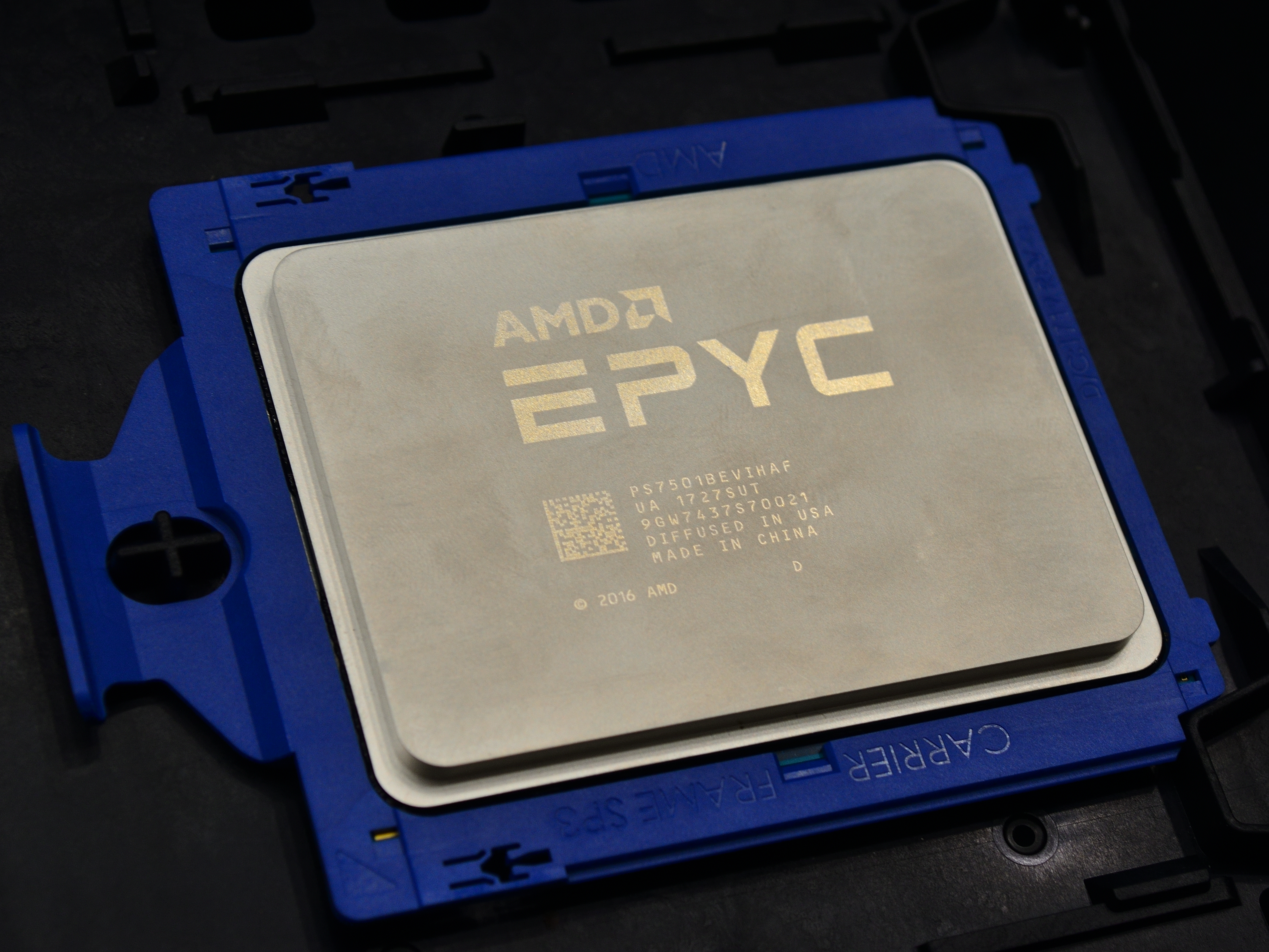
Epyc

AMD anunció en marzo de 2017 que lanzaría una plataforma de servidor basada en Zen, cuyo nombre en código era Naples, en el segundo trimestre del año. La plataforma incluye sistemas de 1 y 2 zócalos.Los procesadores en configuraciones de multi-CPU se comunican a través de Infinity Fabric de AMD. Cada chip admite ocho canales de memoria y 128 líneas PCIe 3.0, de las cuales 64 líneas se utilizan para la comunicación entre procesadores a través de Infinity Fabric cuando se instalan en una configuración de doble procesador. AMD reveló oficialmente Naples bajo la marca Epyc en mayo de 2017.
El 20 de junio de 2017, AMD lanzó oficialmente los procesadores de la serie Epyc 7000 en un evento de lanzamiento en Austin, Texas.
| Modelo     | Proceso de fabricación | Configuración del Zócalo (Socket) | Núcleos/FPUs (hilos) | Frecuencia de reloj (GHz) | Frecuencia de reloj (GHz) | Frecuencia de reloj (GHz) | Caché                                 | Caché             | Caché   | Líneas PCIe | Soporte de memoria  | TDP       | Fecha de lanzamiento | Precio de lanzamiento (USD) |
| Modelo     | Proceso de fabricación | Configuración del Zócalo (Socket) | Núcleos/FPUs (hilos) | Base                      | Turbo                     | Turbo                     | L1 (KB)                               | L2 (KB)           | L3 (MB) | Líneas PCIe | Soporte de memoria  | TDP       | Fecha de lanzamiento | Precio de lanzamiento (USD) |
| Modelo     | Proceso de fabricación | Configuración del Zócalo (Socket) | Núcleos/FPUs (hilos) | Base                      | Todos los núcleos         | Máx.                      | L1 (KB)                               | L2 (KB)           | L3 (MB) | Líneas PCIe | Soporte de memoria  | TDP       | Fecha de lanzamiento | Precio de lanzamiento (USD) |
| ---------- | ---------------------- | --------------------------------- | -------------------- | ------------------------- | ------------------------- | ------------------------- | ------------------------------------- | ----------------- | ------- | ----------- | ------------------- | --------- | -------------------- | --------------------------- |
| EPYC 7351P | 14nm                   | 1P                                | 16 (32)              | 2,4                       | 2,9                       | 2,9                       | 64 KB inst. 32 KB de datos por núcleo | 512 KB por núcleo | 64      | 128         | DDR4-2666 8 canales | 155/170 W | Junio de 2017        | 0 $750+                     |
| EPYC 7401P | 14nm                   | 1P                                | 24 (48)              | 2,0                       | 2,8                       | 3,0                       | 64 KB inst. 32 KB de datos por núcleo | 512 KB por núcleo | 64      | 128         | DDR4-2666 8 canales | 155/170 W | Junio de 2017        | $1075+                      |
| EPYC 7551P | 14nm                   | 1P                                | 32 (64)              | 2,0                       | 2,55                      | 3,0                       | 64 KB inst. 32 KB de datos por núcleo | 512 KB por núcleo | 64      | 128         | DDR4-2666 8 canales | 180 W     | Junio de 2017        | $2100+                      |
| EPYC 7251  | 14nm                   | 2P                                | 8 (16)               | 2,1                       | 2,9                       | 2,9                       | 64 KB inst. 32 KB de datos por núcleo | 512 KB por núcleo | 32      | 128         | DDR4-2400 8 canales | 120 W     | Junio de 2017        | 0 $475+                     |
| EPYC 7261  | 14nm                   | 2P                                | 8 (16)               | 2,5                       | 2,9                       | 2,9                       | 64 KB inst. 32 KB de datos por núcleo | 512 KB por núcleo | 64      | 128         | DDR4-2666 8 canales | 155/170 W | Mediados de 2018     | 0$700+                      |
| EPYC 7281  | 14nm                   | 2P                                | 16 (32)              | 2,1                       | 2,7                       | 2,7                       | 64 KB inst. 32 KB de datos por núcleo | 512 KB por núcleo | 32      | 128         | DDR4-2666 8 canales | 155/170 W | Junio de 2017        | 0 $650+                     |
| EPYC 7301  | 14nm                   | 2P                                | 16 (32)              | 2,2                       | 2,7                       | 2,7                       | 64 KB inst. 32 KB de datos por núcleo | 512 KB por núcleo | 64      | 128         | DDR4-2666 8 canales | 155/170 W | Junio de 2017        | 0$800+                      |
| EPYC 7351  | 14nm                   | 2P                                | 16 (32)              | 2,4                       | 2,9                       | 2,9                       | 64 KB inst. 32 KB de datos por núcleo | 512 KB por núcleo | 64      | 128         | DDR4-2666 8 canales | 155/170 W | Junio de 2017        | $1100+                      |
| EPYC 7371  | 14nm                   | 2P                                | 16 (32)              | 3,1                       | 3,6                       | 3,8                       | 64 KB inst. 32 KB de datos por núcleo | 512 KB por núcleo | 64      | 128         | DDR4-2666 8 canales | 180 W     | Finales de 2018      | $1550+                      |
| EPYC 7401  | 14nm                   | 2P                                | 24 (48)              | 2,0                       | 2,8                       | 3,0                       | 64 KB inst. 32 KB de datos por núcleo | 512 KB por núcleo | 64      | 128         | DDR4-2666 8 canales | 155/170 W | Junio de 2017        | $1850+                      |
| EPYC 7451  | 14nm                   | 2P                                | 24 (48)              | 2,3                       | 2,9                       | 3,2                       | 64 KB inst. 32 KB de datos por núcleo | 512 KB por núcleo | 64      | 128         | DDR4-2666 8 canales | 180 W     | Junio de 2017        | $2400+                      |
| EPYC 7501  | 14nm                   | 2P                                | 32 (64)              | 2,0                       | 2,6                       | 3,0                       | 64 KB inst. 32 KB de datos por núcleo | 512 KB por núcleo | 64      | 128         | DDR4-2666 8 canales | 155/170 W | Junio de 2017        | $3400+                      |
| EPYC 7551  | 14nm                   | 2P                                | 32 (64)              | 2,0                       | 2,55                      | 3,0                       | 64 KB inst. 32 KB de datos por núcleo | 512 KB por núcleo | 64      | 128         | DDR4-2666 8 canales | 180 W     | Junio de 2017        | $3400+                      |
| EPYC 7601  | 14nm                   | 2P                                | 32 (64)              | 2,2                       | 2,7                       | 3,2                       | 64 KB inst. 32 KB de datos por núcleo | 512 KB por núcleo | 64      | 128         | DDR4-2666 8 canales | 180 W     | Junio de 2017        | $4200+                      |

1. ↑  AMD en su documentación técnica usa "KB", que define como "Kilobyte" y es igual a 1024 bytes (1 KiB), y "MB", lo define como "Megabyte" y es igual a 1024 "KB" (1 MiB).[175]

### Procesadores para servidores embebidos
En febrero de 2018, AMD también anunció los procesadores Zen embebidos de la serie EPYC 3000.
| Modelo    | Fecha de lanzamiento | Proceso de fabricación | Zócalo (Socket) | Núcleos (hilos) | Frecuencia de reloj (GHz) | Frecuencia de reloj (GHz) | Frecuencia de reloj (GHz) | Caché                                 | Caché             | Caché | Soporte de memoria        | Ethernet  | TDP      | Temperatura de unión (°C) |
| Modelo    | Fecha de lanzamiento | Proceso de fabricación | Zócalo (Socket) | Núcleos (hilos) | Base                      | Turbo                     | Turbo                     | L1                                    | L2                | L3    | Soporte de memoria        | Ethernet  | TDP      | Temperatura de unión (°C) |
| Modelo    | Fecha de lanzamiento | Proceso de fabricación | Zócalo (Socket) | Núcleos (hilos) | Base                      | Todos los núcleos         | Máx.                      | L1                                    | L2                | L3    | Soporte de memoria        | Ethernet  | TDP      | Temperatura de unión (°C) |
| --------- | -------------------- | ---------------------- | --------------- | --------------- | ------------------------- | ------------------------- | ------------------------- | ------------------------------------- | ----------------- | ----- | ------------------------- | --------- | -------- | ------------------------- |
| EPYC 3101 | Febrero de 2018      | 14nm                   | SP4r2           | 4 (4)           | 2,1                       | 2,9                       | 2,9                       | 64 KB inst. 32 KB de datos por núcleo | 512 KB por núcleo | 8 MB  | DDR4-2666 doble-canal     | 4 × 10GbE | 35 W     | 0-95                      |
| EPYC 3151 | Febrero de 2018      | 14nm                   | SP4r2           | 4 (8)           | 2,7                       | 2,9                       | 2,9                       | 64 KB inst. 32 KB de datos por núcleo | 512 KB por núcleo | 16 MB | DDR4-2666 doble-canal     | 4 × 10GbE | 45 W     | 0-95                      |
| EPYC 3201 | Febrero de 2018      | 14nm                   | SP4r2           | 8 (8)           | 1,5                       | 3,1                       | 3,1                       | 64 KB inst. 32 KB de datos por núcleo | 512 KB por núcleo | 16 MB | DDR4-2133 doble-canal     | 4 × 10GbE | 30 W     | 0-95                      |
| EPYC 3251 | Febrero de 2018      | 14nm                   | SP4r2           | 8 (16)          | 2,5                       | 3,1                       | 3,1                       | 64 KB inst. 32 KB de datos por núcleo | 512 KB por núcleo | 16 MB | DDR4-2666 doble-canal     | 4 × 10GbE | 55 W     | 0-105                     |
| EPYC 3255 |                      | 14nm                   | SP4r2           | 8 (16)          | 2,5                       | 3,1                       | 3,1                       | 64 KB inst. 32 KB de datos por núcleo | 512 KB por núcleo | 16 MB | DDR4-2666 doble-canal     | 4 × 10GbE | 25-55 W  | -40-105                   |
| EPYC 3301 | Febrero de 2018      | 14nm                   | SP4r2           | 12 (12)         | 2,0                       | 2,15                      | 3,0                       | 64 KB inst. 32 KB de datos por núcleo | 512 KB por núcleo | 32 MB | DDR4-2666 cuádruple-canal | 8 × 10GbE | 65 W     | 0-95                      |
| EPYC 3351 | Febrero de 2018      | 14nm                   | SP4             | 12 (24)         | 1,9                       | 2,75                      | 3,0                       | 64 KB inst. 32 KB de datos por núcleo | 512 KB por núcleo | 32 MB | DDR4-2666 cuádruple-canal | 8 × 10GbE | 60-80 W  | 0-105                     |
| EPYC 3401 | Febrero de 2018      | 14nm                   | SP4r2           | 16 (16)         | 1,85                      | 2,25                      | 3,0                       | 64 KB inst. 32 KB de datos por núcleo | 512 KB por núcleo | 32 MB | DDR4-2666 cuádruple-canal | 8 × 10GbE | 85 W     | 0-105                     |
| EPYC 3451 | Febrero de 2018      | 14nm                   | SP4             | 16 (32)         | 2,15                      | 2,45                      | 3,0                       | 64 KB inst. 32 KB de datos por núcleo | 512 KB por núcleo | 32 MB | DDR4-2666 cuádruple-canal | 8 × 10GbE | 80-100 W | 0-105                     |

1. ↑  AMD define 1 kilobyte (KB) como 1024 bytes, y 1 megabyte (MB) como 1024 kilobytes.[175]